# Dayao
Dayao, tidigare romaniserat Tayao, är ett härad i Chuxiong, en autonom prefektur för yifolket-folken i Yunnan-provinsen i sydvästra Kina. 